# Flip (cocktail)
Ne doit pas être confondu avec Flip (boisson).
Pour les articles homonymes, voir Flip.

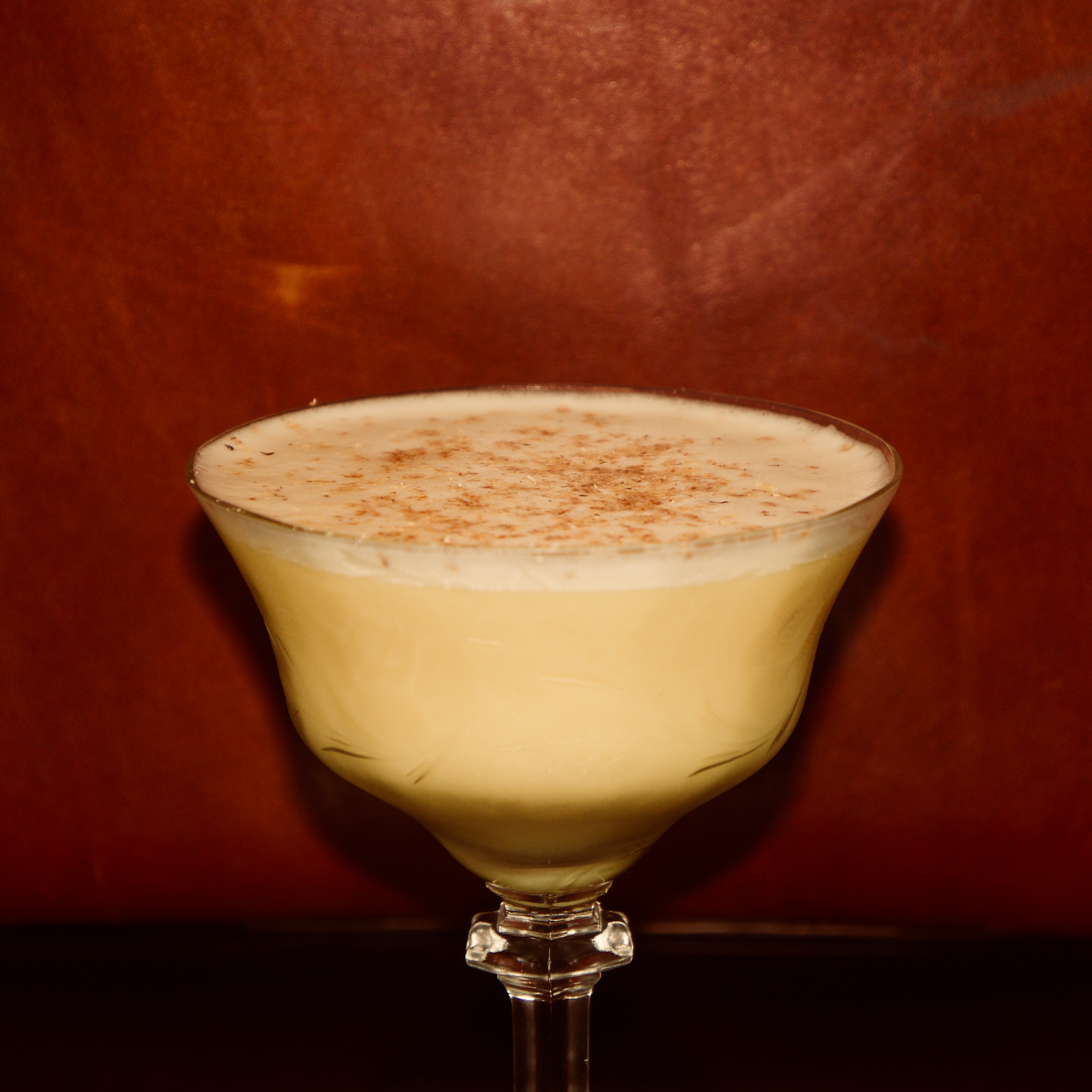
Un brandy flip.

Le flip désigne un groupe de cocktails à base de vin muté ou de brandy qui contiennent du jaune d'œuf ou des œufs entiers. Contrairement au lait de poule, on n'y ajoute ni lait ni crème. Au XVIIIe siècle, en Amérique du Nord, on entendait par « flip » un groupe de boissons légèrement différent : Il était toujours à base de rhum, mélangé à de la bière ou du cidre, et bu chaud. La boisson est devenue impopulaire après la guerre d'indépendance américaine, le rhum ayant perdu de sa popularité aux États-Unis. Le flip moderne a probablement évolué à partir de ce groupe de boissons. Elle omettait la bière ou le cidre, ajoutait des œufs à la place et augmentait la quantité de sucre.

## Histoire
Le flip, qui a joué un rôle majeur en Amérique du Nord pendant plus d'un siècle, a été mentionné pour la première fois en 1690. Pour préparer la boisson, un grand pichet était rempli principalement de stout. Ensuite, des ingrédients ont été ajoutés pour sucrer la boisson. Il pouvait s'agir de mélasse ou de parties d'un pain de sucre, mais les fruits sucrés étaient également utilisés. On y a ajouté environ un quart de litre de rhum. Le mélange n'a été ni agité ni secoué. Au lieu de cela, un petit fer avec une boule de la taille d'un oignon à une extrémité était chauffé dans un feu ouvert jusqu'à ce qu'il soit rouge. Le fer rouge, appelé loggerhead, comme celui utilisé pour chauffer la poix, était alors plongé dans la cruche - le mélange devenait non seulement chaud, mais commençait à mousser vigoureusement. Il était ensuite réparti dans des verres plus petits et bu chaud.
Le flip acquiert une saveur amère et légèrement caramélisée à cause de l'immersion dans le fer rouge, ce qui était très apprécié des colons. Les auberges individuelles où il était proposé utilisaient toutes des mélanges légèrement différents. Cependant, il a toujours été basé sur le rhum. Certaines auberges, qui servaient également d'arrêt pour changer les chevaux des calèches, sont devenues très célèbres pour leurs mélanges de flip. De l'un de ces arrêts, non loin de Boston, on sait que l'aubergiste ajoutait également de la crème, des œufs et du sucre à son flip.
Le flip nord-américain était basé sur le rhum, le spiritueux le plus important en Amérique du Nord au 18e siècle. Le rhum est arrivé en Grande-Bretagne en provenance des îles des Caraïbes. Ceux-ci cultivaient la canne à sucre et la mélasse, base du rhum, était éliminée comme un déchet de la production de sucre. En 1684 déjà, une distillerie de rhum est mentionnée à Providence, dans le nord-est, qui traitait des mélasses importées des Caraïbes. Toutefois, le rhum a perdu de son importance aux États-Unis avec la guerre d'indépendance américaine : avec l'indépendance vis-à-vis de l'Angleterre, il ne semblait plus opportun d'importer de la mélasse ou du rhum des colonies britanniques. Les distilleries de whisky se multiplient en Amérique du Nord. Le flip traditionnel, qui était basé sur le rhum, a perdu son importance au même moment.